# Vaudrivillers
Vaudrivillers település Franciaországban, Doubs megyében. Lakosainak száma 78 fő (2022. január 1.). Vaudrivillers Montivernage, Courtetain-et-Salans, Lanans és Passavant községekkel határos.

## Népesség
A település népessége az elmúlt években az alábbi módon változott:
| Lakosok száma | 49   | 71   | 73   | 79   | 84   | 90   | 91   | 84   | 80   | 78   |
|               | 1968 | 1982 | 1990 | 2006 | 2013 | 2015 | 2017 | 2019 | 2020 | 2022 |